# Пушкиния
Пушкиния (лат. Puschkinia) — род растений подсемейства Пролесковые (Scilloideae) семейства Спаржевые (Asparagaceae) порядка Спаржецветные (Asparagales).
Некоторые источники помещают род в семейство Лилейные (Liliaceae).
Род назван в честь Аполлоса Аполлосовича Мусина-Пушкина (1760—1805), русского химика и минералога, вице-председателя горной коллегии, члена Лондонского королевского общества.

## Состав рода
Род насчитывает два вида и несколько разновидностей:
- Puschkinia peshmenii Rix & B.Mathew
- Puschkinia scilloides Adams — Пушкиния пролесковидная, или Пушкиния пролесковая
  - Puschkinia scilloides var. hyacinthoides Baker [syn.  Puschkinia hyacinthoides — Пушкиния гиацинтовая]
  - Puschkinia scilloides var. libanotica Zucc. — Пушкиния пролесковидная ливанская
  - Puschkinia scilloides var. scilloides

Оба вида растут на каменистых склонах и горных лугах в Иране, на Кавказе и Ближнем Востоке.

## Ботаническое описание
Травянистое луковичное растение, ранневесенний эфемероид.
Луковицы яйцевидной формы с буроватыми тонкими наружными чешуями.
Листья тёмно-зелёные, линейно-ремневидные, в количестве 2—3 штук расположены у основания стебля.
Цветки в кистевидных соцветиях на верхушках цветоносов высотой 15—18 см. Околоцветник бледно-голубой или белый, колокольчатый, состоящий из 6 долей, сросшихся у основания в короткую трубку. Внутри выросты лепестков образуют короткую зубчатую коронку. Запах у цветов пушкинии не очень приятный.
Плод — мясистая коробочка с округлыми, светло-коричневыми семенами.

## Применение
Пушкиния культивируется как декоративное растение — в альпинариях, групповых посадках и иногда на срезку в букеты. Размножают её луковицами, детками и семенами.

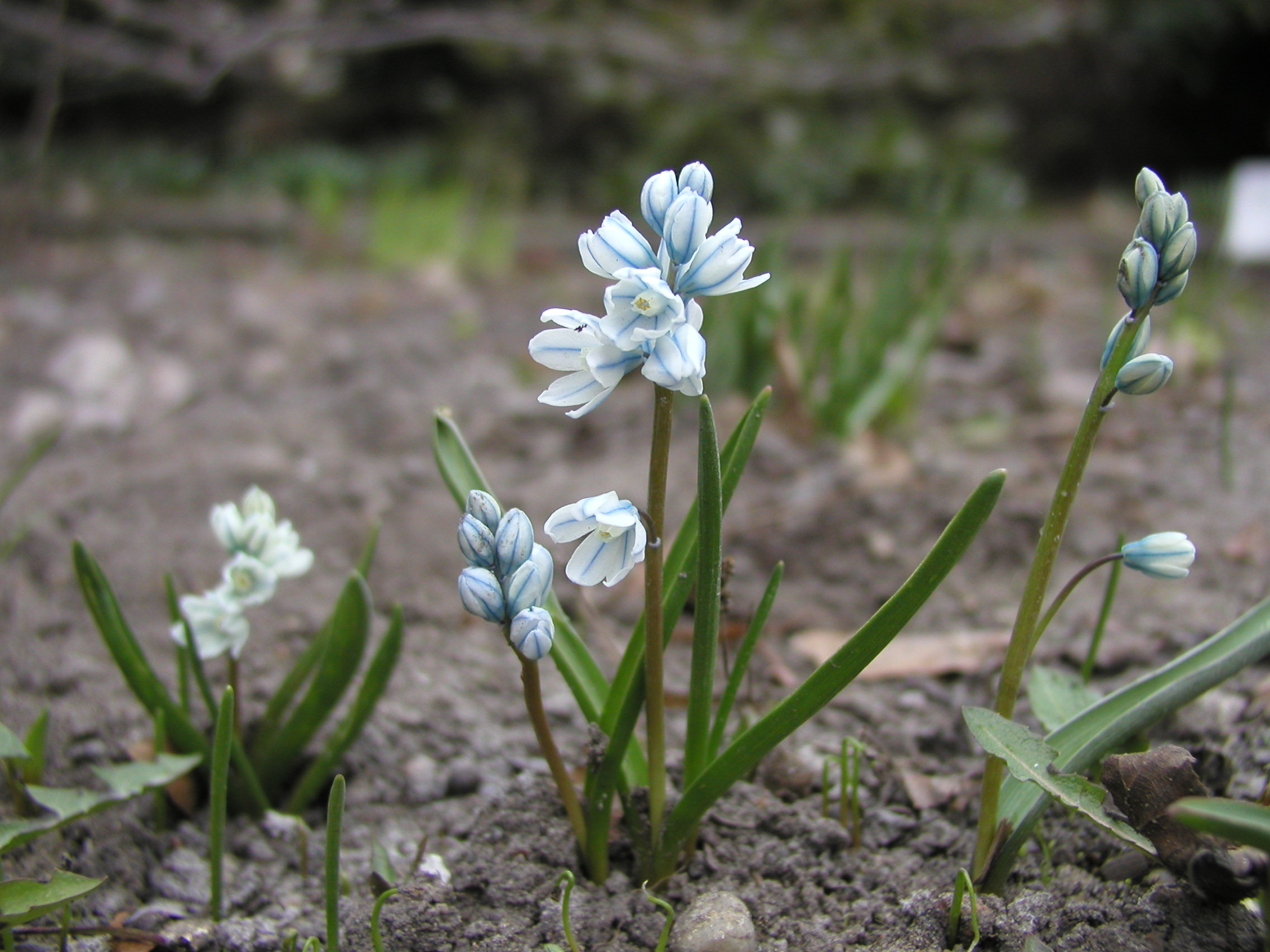
Puschkinia scilloides var. libanotica
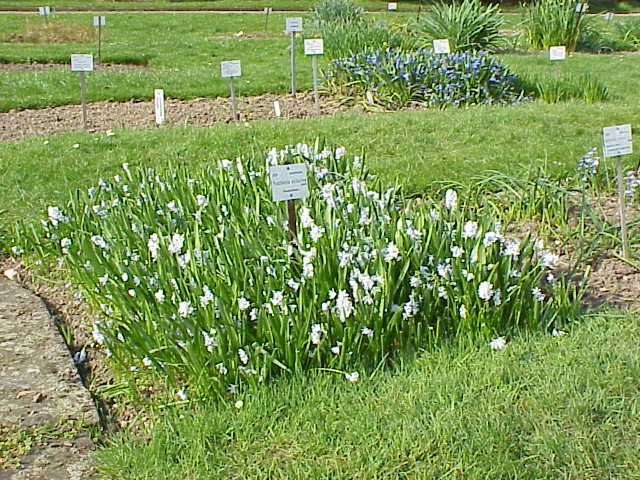
Клумба с пушкинией
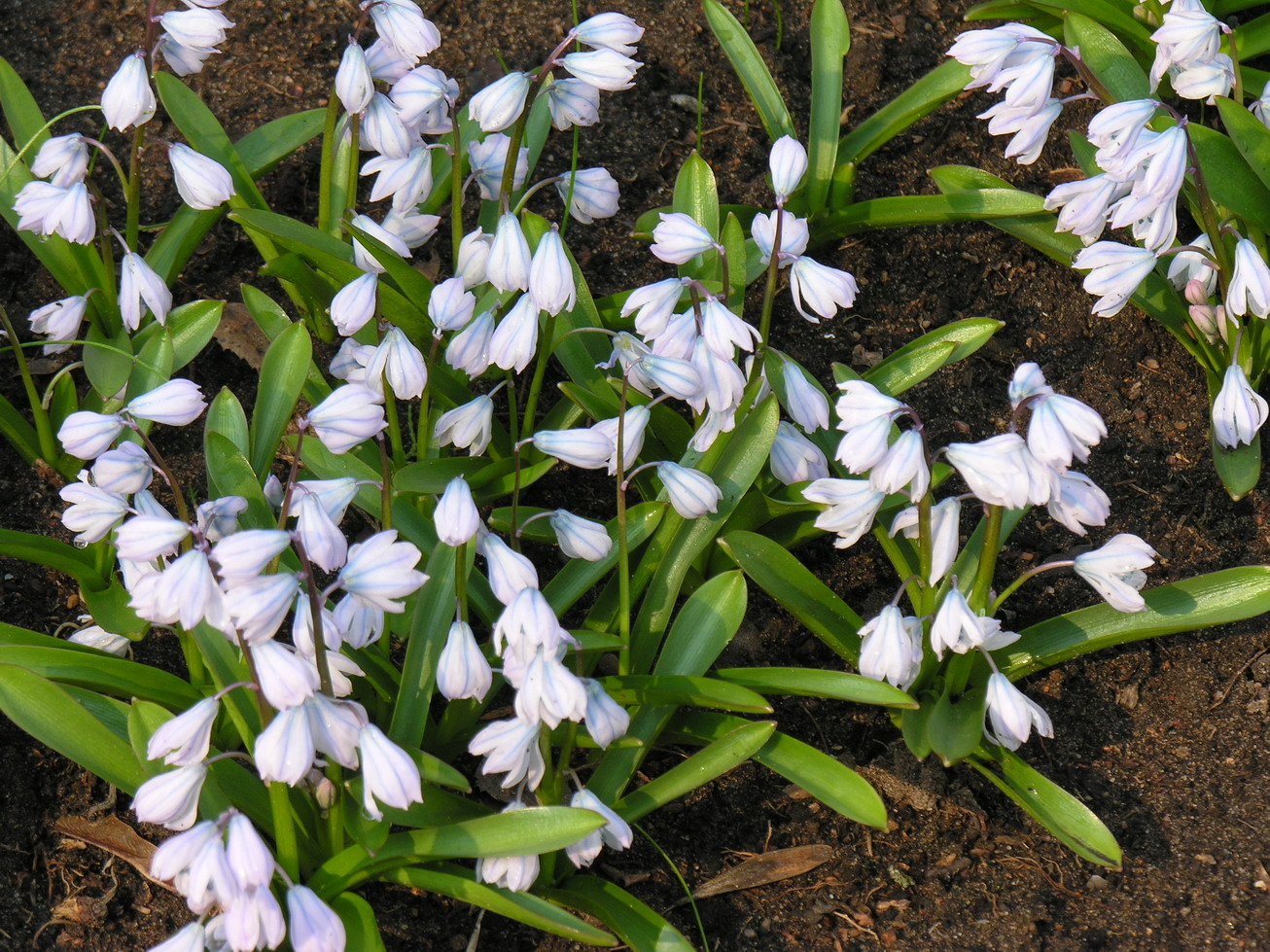
Группа цветущих растений